# 永德溪蟾
永德溪蟾（学名：Bufo yongdeensis），一种于中国云南省西南部永德县大雪山自然保护区发现的两栖动物，隶属于蟾蜍科蟾蜍属。

## 物种对比
永德溪蟾与哀牢蟾蜍（Bufo ailaoanus）和隐耳蟾蜍（Bufo cryptotympanicus）相似，永德溪蟾体形比哀牢蟾蜍较小，且背面为棕色，有不规则深色斑，栖息环境海拔较低，为1900－2500米。与隐耳蟾蜍相比，体形较小，通体背、腹密被疣粒和痣粒，疣粒和痣粒顶部均有一角质颗粒或棘，指间无蹼，趾端略扁平，栖息环境海拔比隐耳蟾蜍较高。